# Bogowie szczęścia
Bogowie szczęścia (ang. Seven Lucky Gods) – albańsko-brytyjski film fabularny z roku 2014 w reżyserii Jamila Dehlaviego, na motywach powieści Francisa Kinga. Tytuł nawiązuje do siedmiu bogów szczęścia, znanych z mitologii japońskiej.

## Opis fabuły
Film autorski reżysera pochodzącego z Pakistanu. Nielegalny imigrant z Albanii Mehmet przybywa do Londynu. Jego próby integracji ze środowiskiem Londyńczyków kończą się niepowodzeniem, a Mehmet wkracza na drogę przestępstwa.

## Obsada
- Nik Xhelilaj jako Mehmet
- Christopher Villiers jako Adrian
- Alison Peebles jako Meg
- Kate Maravan jako Marilyn
- Alexandra Boyd jako Audrey
- Vernon Dobtcheff jako Lawrence
- Emma Alexander jako Carmen
- Shaban Arifi jako Alban
- Peter Ashdown jako sierżant Masefield
- Katy Bartrop jako pracownik opieki społecznej
- Jeryl Burgess jako recepcjonistka
- Oengus MacNamara jako Jimmy
- Anil Goutam jako sprzedawca
- Caroline Burns Cooke jako radca prawny
- Oengus MacNamara jako Jimmy
- Danny Schlesinger jako fotograf
- Eddie Ward jako taksówkarz
- Christopher Arnall
- Jack Cooper
- Jeff Mirza
- John Sandeman

## Nagrody
Międzynarodowy Festiwal Filmowy w Tiranie
- Grand Prix

Międzynarodowy Festiwal Filmowy w Mediolanie
- nagroda za najlepszą scenografię
- nagroda za najlepszą żeńską rolę drugoplanową (Kate Maravan)